# Konstantinos Despotopoulos
Konstantinos Despotopoulos, řecky Κωνσταντίνος Δεσποτόπουλος, (8. února 1913 Smyrna - 7. února 2016) byl řecký filozof a intelektuál, který se stal univerzitním profesorem a ministrem národního vzdělávání a náboženských záležitostí v Řecku.
Po zničení města Smyrna a útěku řeckého obyvatelstva na konci turecké války v letech 1919–1922 se jeho rodina usadila v Aténách. Absolvoval gymnázium v Aténách s výbornými známkami a získal doktorát na Filozofické univerzitě v Aténách, opět s výbornými známkami. Vyučoval předměty filozofie práva a obecná filozofie na univerzitě v Aténách, na univerzitě v Nancy a univerzitě Panteion. V roce 1984 byl zvolen členem Akademie v Aténách, kde sloužil jako předseda v roce 1993. Byl zahraničním členem rumunské akademie a Académie de Marseille. Jako aktivní člen Národní osvobozenecké fronty během osvobozenecké operace v Řecku byl po vypuknutí řecké občanské války propuštěn z funkce na univerzitě a strávil roky 1947-50 ve vnitřním exilu na Makronisosu.
V letech 1989–1990 působil jako ministr národního vzdělávání a náboženských věcí v Řecku v dozorčím kabinetu Joannisem Grivasem a ekumenickém kabinetu Xenofóna Zolotase a byl navržen levicovým Synaspismosem jako jeho kandidát v roce 1990 v řeckých prezidentských volbách.